# 擬軌道尾行性の補題
数学の力学系理論において、擬軌道尾行性の補題（ぎきどうびこうせいのほだい、英: shadowing lemma）とは、ある双曲型不変集合の近くでの擬軌道の挙動に関する補題である。大雑把に言うと、この定理では、すべての擬軌道（各ステップ毎に丸め誤差を含む、数値的に計算された軌道と考えることが出来る）は（わずかに初期値が変動された）ある真の軌道に一様に近い所で留まることが示されている。言い換えると、擬軌道は真の軌道に「尾行される」ということになる。この補題がデジタルカオスに対して利用できないことは、International Journal of Bifurcation and Chaos, Sec. 2.2.3 で示されている。

## 正式な内容
距離空間 (X, d) からそれ自身への写像 f : X → X が与えられたとき、ε-擬軌道（あるいは ε-軌道）は、{\displaystyle f(x_{n})} の ε-近傍に {\displaystyle x_{n+1}} が属するような点列 {\displaystyle (x_{n})} として定義される。
双曲型不変集合の近くで、次が成り立つ：Λ を微分同相 f の双曲型不変集合とする。このとき、次の性質を持つ Λ の近傍 U が存在する：任意の δ > 0 に対して、ある ε > 0 が存在し、U に留まる任意の（有限あるいは無限）ε-擬軌道はある真の軌道の δ-近傍に留まる。すなわち
{\displaystyle \forall (x_{n}),\,x_{n}\in U,\,d(x_{n+1},f(x_{n}))<\varepsilon \quad \exists (y_{n}),\,\,y_{n+1}=f(y_{n}),\quad {\text{such that}}\,\,\forall n\,\,x_{n}\in U_{\delta }(y_{n}).}